# Flik 42J
A Fliegerkompanie 42 (rövidítve Flik 42, magyarul 42. repülőszázad) az Osztrák-Magyar Légierő egyik leghíresebb és legeredményesebb katonai alakulata volt az első világháborúban.

## Története
A századot 1916-ban alapították. Parancsnoka Háry László a magyar repülés egyik úttörője lett. (A vezérőrnagy jó ideig maga is a 4.repülőszázad pilótája volt.) A híres negyvenkettesek egyik legnagyobb riválisa a 41. vadászszázad volt, amelyben Brumowski-tól kezdve, Frank-Linke Crawford-on át szinte minden híres ászpilóta szolgált.
Felállítása után a század 1917. március 11-én az olasz frontra, Sesanába került. 1917. július 25-én az egész légierőt átszervezték; ennek során az addig is csupa vadászgépből álló egység formálisan is vadászrepülő-századi (neve ekkortól Jagdflieger-Kompanie 42, Flik 42J) kategóriába került. Az év végén az 1. Isonzó-hadsereg alárendeltségében harcolt az áttörést kierőszakoló 12. isonzói csatában; ezután a frontot követve az egység is áttelepült Prosecco, Beligna és Campoformido tábori repülőtereire. 1918 nyarán a Piave-offenzívában Pianzano, Motta di Livenza és Casarsa reptereiről indult bevetésekre. 
A háború után a teljes osztrák légierővel együtt felszámolták.

## Századparancsnokok
- Háry László főhadnagy
- Újváry László százados
- Georg Kenzian von Kenzianhausen főhadnagy

## Ászpilóták
A században 7 ászpilóta szolgált a háború során akik közül 4 magyar.
| Név                  | A században szerzett légi győzelem |
| -------------------- | ---------------------------------- |
| Gräser Ferenc        | 9                                  |
| Ernst Strohschneider | 7                                  |
| Hefty Frigyes        | 4                                  |
| Risztics János       | 7                                  |
| Karl Patzelt         | 3                                  |
| Karl Teichmann       | 3                                  |
| Udvardy Nándor       | 9                                  |
| Összesen:            | 42 igazolt légi győzelem           |

## Századjelzés
Az 1. Isonzó-hadseregben a század repülőgépeinek keréktárcsáját két részre osztva piros-fehérre festették. Miután átkerült a 6. hadsereghez, 1918 áprilisától a piros-fehér keréktárcsa mellett a gépek oldalán nagy, piros azonosító számokat helyeztek el.  

## Repülőgépek
A század pilótái a következő típusokat repülték:
- Albatros D.III
- Albatros D.II
- Hansa-Brandenburg C.I
- Lloyd C.III
- Phönix D.II
- Hansa-Brandenburg D.I